# Trachodon mirabilis
Trachodon mirabilis es la única especie conocida del género dudoso extinto Trachodon (gr. “diente rugoso”) de dinosaurio ornitópodo hadrosáurido, que vivió a finales del período Cretácico, hace aproximadamente 75 millones de años, en el Campaniense, en lo que es hoy Norteamérica. Sus restos fueron recogidos de la Formación Judith River en Montana, Estados Unidos. Género históricamente importante debido a su convulsionada taxonomía y que su uso ha sido abandonado por los modernos paleontólogos. Como todos los dinosaurios de pico de pato, Trachodon fue un gran dinosaurio herbívoro que alternaba el andar bípedo con el cuadrúpedo.
Fue usado como el típico dinosaurio de pico de pato por antonomasia, el material de la especie es una mezcla de dientes de hadrosáuridos y ceratópsidos, estos dientes tienen la distintiva doble raíz) y quien lo describiera, Joseph Leidy, pudo reconocer las diferencias y sugirió limitar al género, a lo que hoy se considera un diente de ceratópsido. restringiendo los dientes de hadrosáuridos, a un lambeosaurino.

## Descubrimiento e investigación

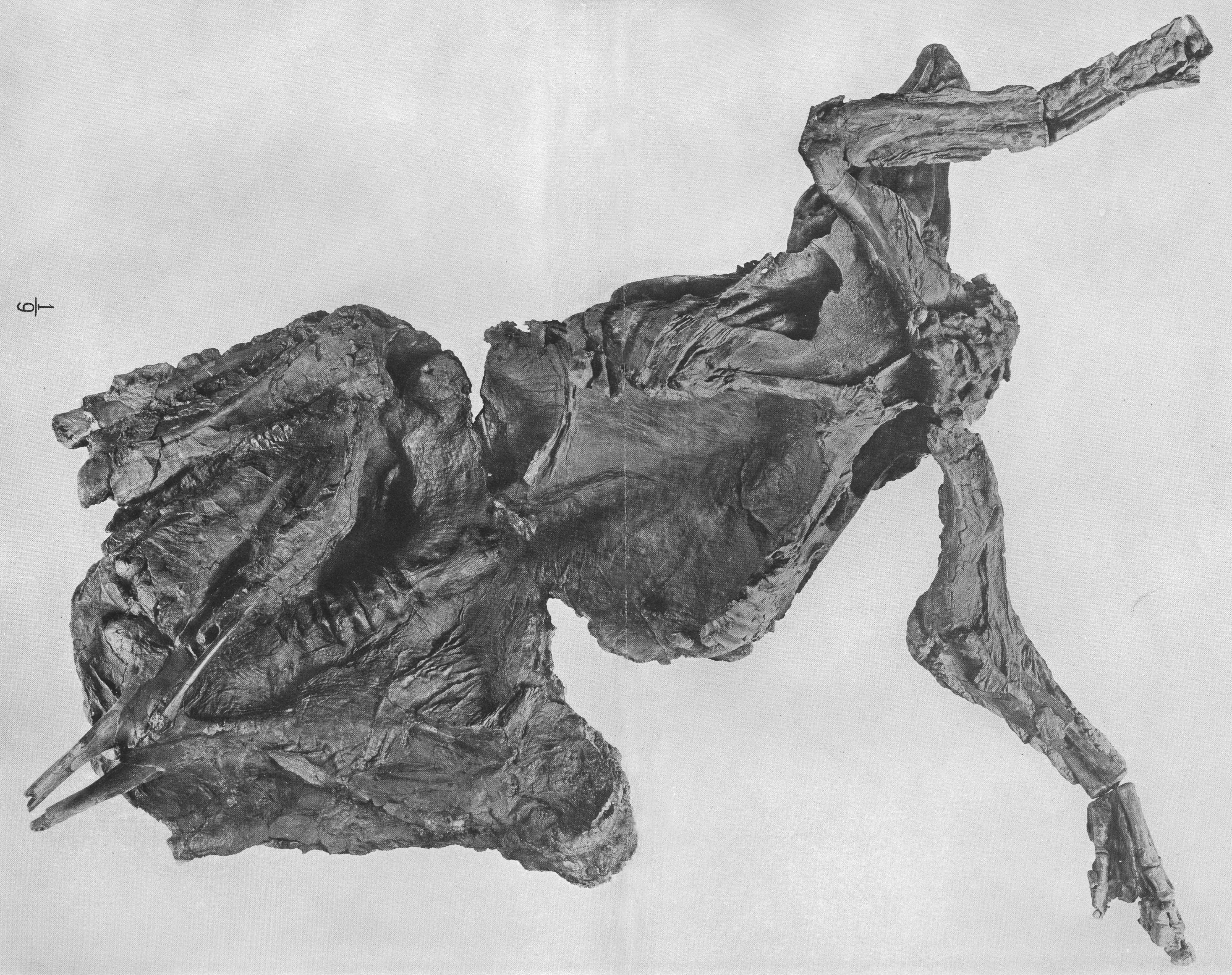
Bien preservados restos de impresiones de piel de Edmontosaurus alguna vez referido aTrachodon.

En 1856, Joseph Leidy recibió restos fragmentarios de la Formación Judith River, recogidos por Ferdinand V. Hayden. A partir de esos huesos, se nombraron los primeros dinosaurios norteamericanos: Deinodon, Palaeoscincus, Trachodon y Troodon, este último y único diente que sigue en uso. Trachodon está basado en ANSP 9260, siete dientes no asociados, uno de los cuales posee doble raíz. Con el descubrimiento de los restos de Hadrosaurus, mejor conservados, empezó a reconsiderar este taxón, sugiriendo que, al menos informalmente, Trachodon se debía referir al diente de doble raíz y el resto de los dientes se referirian a Hadrosaurus. Durante la Guerra de los Huesos que prosiguió, y en sus comienzos, el uso de Trachodon y sus relativos aumentaron la confusión, con un autor incluyendo a todos los hadrosáuridos en Trachodon excepto por Claosaurus agilis, pero el nuevo material proveniente de la Montañas Rocallosas en Alberta y Saskatchewan, los autores posteriores fueron restringiendo el uso del género.
Por 1942, y con la publicación del influyente trabajo de Lull-Wright sobre los hadrosáuridos, el holotipo fue degradado "típicos de todos los géneros de dinosaurios hadrosáuridos", a excepción de la rugosidad del diente que le da el nombre, que ocasionó que el diento no fuera utilizado. El nombre no ha sido usado excepto en discusiones históricas y considerado nomen dubium. En 1936, el paleontólogo Charles Sternberg comparó los dientes holotipo de Trachodon mirabilis con los de hadrosáuridos más conocidos y notó que eran más similares a los de los lambeosaurinos.. Se ha informado que el paleontólogo John R. Horner también encontró que los dientes de Trachodon se comparan bien con los dientes de los lambeosaurinos, específicamente Corythosaurus, aunque también comparten similitudes con el género Prosaurolophus.

### Especies
Numerosas especies han sido asignados al género, mayormente antes de la Primera Guerra Mundial. Solamente las que fueron nombradas originalmente como especie de  Trachodon será considerado aquí.

#### Especie tipo
- T. mirabilis Leidy, 1856.[1]

#### Especies reasignadas

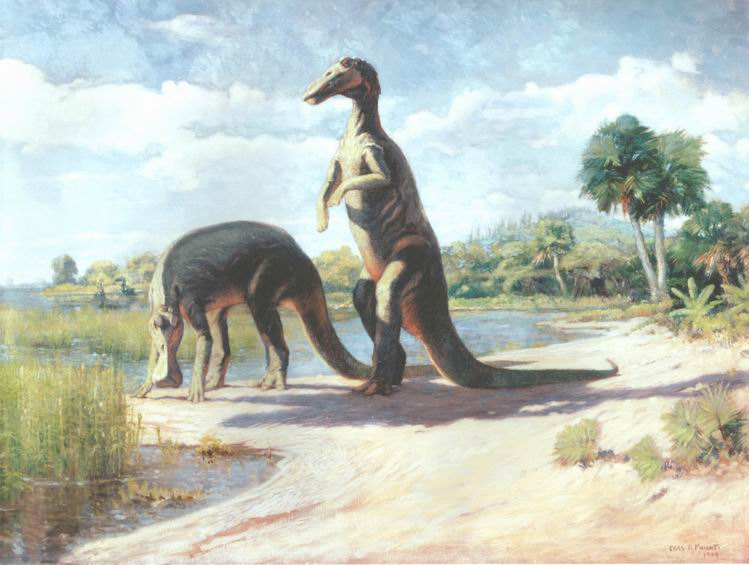
Clásica concepción de Trachodon por Charles R. Knight, basado en especímenes consideras hoy como Edmontosaurus annectens.

- Trachodon (Pteropelyx) altidens (nomen dubium) Lambe, 1902[14] (basado en NMC 1092, un maxilar izquierdo con dientes, del Campaniense Tardío en la Formación Dinosaur Park de Alberta, Canadá; reasignada por Lull & Wright como especie de Procheneosaurus,[10] como un probable juvenil lambeosaurino. También conocido como Didanodon altidens Osborn, 1902.[15]

- Trachodon amurense Riabinin, 1925[16] (basado en la colección IVP AS, un esqueleto parcial del Cretácico superior en los bancos de Heilongjiang Río Amur, Manchuria, China, referido a T. amurensis y hoy la especie tipo deMandschurosaurus).[17]

- Trachodon cantabrigiensis (nomen dubium) Lydekker, 1888[18] (basado en BMNH R.496, un diente del dentario del Albiense tardío, Cambridge Formación Greensand, Cambridgeshire, Inglaterra, degradado a un hadrosáurido temprano dudoso).[12][3]

- Trachodon longiceps (nomen dubium) Marsh, 1897[19] (basado en YPM 616, un largo dentario derecho con dientes del Maastrichtiense tardío en la Formación Lance de Wyoming, EUA, posteriormente asignado a Anatotitany después a Edmontosaurus annectens).[12]

- Trachodon (Pteropelyx) marginatus (nomen dubium) Lambe, 1902[14] (basado en ROM 1218, material postcraneal sin asociar; una quimera posteriormente el material fue asignado a Stephanosaurus marginatus,[20] a Lambeosaurus lambei[21][22] y a Kritosaurus marginatus,[22] cosa no apoyada por posteriores revisiones.[12][3]

- Trachodon (Pteropelyx) selwyni (nomen dubium) Lambe, 1902[14] (basado en NMC 290, un dentario con dientes de la Formación Dinosaur Park; muy fragmentario para considerarlo más allá de Hadrosauridae.[12][3]